# Эврика (музей)
Эврика (фин. Heureka) — научный музей в районе Тиккурила города Вантаа, недалеко от Хельсинки. На время открытия это был единственный научный центр в Скандинавии, а на сегодняшний день это главный научный музей Скандинавии.
Архитекторы музея — Микко Хейккинен и Маркку Комонен (Markku Komonen). Музей был открыт 28 апреля 1989 года.
В здании музея, а также на принадлежащей ему территории, находятся свыше 100 экспонатов, демонстрирующих различные физические законы и эксперименты. Среди них есть как и простые, которые можно легко объяснить, так и сложные, не имеющие до сих пор полного теоретического объяснения. Каждый из посетителей музея может сам стать участником эксперимента, а также посмотреть фильм в планетарии. На территории музея находится коллекция минералов Финляндии, а также дендрарий. В научном центре Эврика также есть кафе и магазин.
Комплекс состоит из трёх павильонов и научного парка GALILEI. В цилиндрическом павильоне находится главная экспозиция, лаборатории, в которых дети могут проводить лабораторные работы под руководством инструктора, детская Эврика с популярным крысиным баскетболом, а также театр «Минерва». В колонном павильоне находится классика Эврики: экспонаты-иллюзии, летающий с помощью сжатого воздуха ковёр, воздушные пушки, посетители могут поднять автомобиль через систему верёвочных блоков. В колонном и сферическом павильоне проходят временные экспозиции, а в научном парке под открытым небом есть ветряная машина, Архимедов винт, качели и мостики.